# Exallonyx crenicornis
Exallonyx crenicornis är en stekelart som först beskrevs av Christian Gottfried Daniel Nees von Esenbeck 1834.  Exallonyx crenicornis ingår i släktet Exallonyx, och familjen svartsteklar. Arten är reproducerande i Sverige.